# James A. Porter
James Amos Porter (geboren 22. Dezember 1905 in Baltimore, Maryland, USA; gestorben 28. Februar 1970 in Washington) war ein amerikanischer Maler, Kunsthistoriker und Hochschullehrer. Als ein Pionier der afroamerikanischen Kunstgeschichte war er „der erste Wissenschaftler, der eine systematische und kritische Analyse afroamerikanischer Künstler“ und ihrer Werke vorlegte. Porter, der selbst als Künstler tätig war, widmete sich der Förderung der Ausbildung und der Publikation über afroamerikanische Kunstschaffende, stets im Kontext zur amerikanischen Kunst. Mit seinen grundlegenden Arbeiten inspirierte er andere afroamerikanische Künstler und Kunsthistoriker, ihre eigenen notwendigen künstlerischen wie wissenschaftlichen Voraussetzungen zu entdecken und weiterzuentwickeln.

## Leben
Nach Ermutigung durch den Leiter der Kunstabteilung der Howard University in Washington, D.C., James V. Herring, studierte Porter ab 1923 unter Herrings Leitung die Fächer Malerei, Zeichnen und Kunstgeschichte und schloss 1927 mit dem Bachelor of Science. Noch im selben Jahr nahm er an der Howard University eine Stelle als Dozent für Malerei und Zeichnen an und besuchte parallel dazu das Art Institute der New York University, an der er sich in Kunstgeschichte fortbildete, sowie die Art Students League of New York.
In New York weckte die Lektüre eines Kurzartikels über den afroamerikanischen Landschaftsmaler Robert Scott Duncanson Porters Interesse, über Duncanson und andere fast vergessene, vernachlässigte oder auch ignorierte Künstler afrikanischer Abstammung zu recherchieren. Dabei lernte er die in Harlem an der
New York Public Library tätige Bibliothekarin Dorothy Burnett kennen, die das Moorland-Spingarn Research Center (MSRC) der Howard University leitete und dort Informationen über afroamerikanische Künstler katalogisierte. Am 27. Dezember 1929 heirateten die beiden und bekamen bald darauf eine Tochter, Constance Porter. Nicht nur privat, sondern auch beruflich arbeitete Dorothy mit Porter zusammen, indem sie ihn zum Beispiel mit essentiellen bibliografischen Informationen und Archivmaterialien in seinen Nachforschungen förderte.

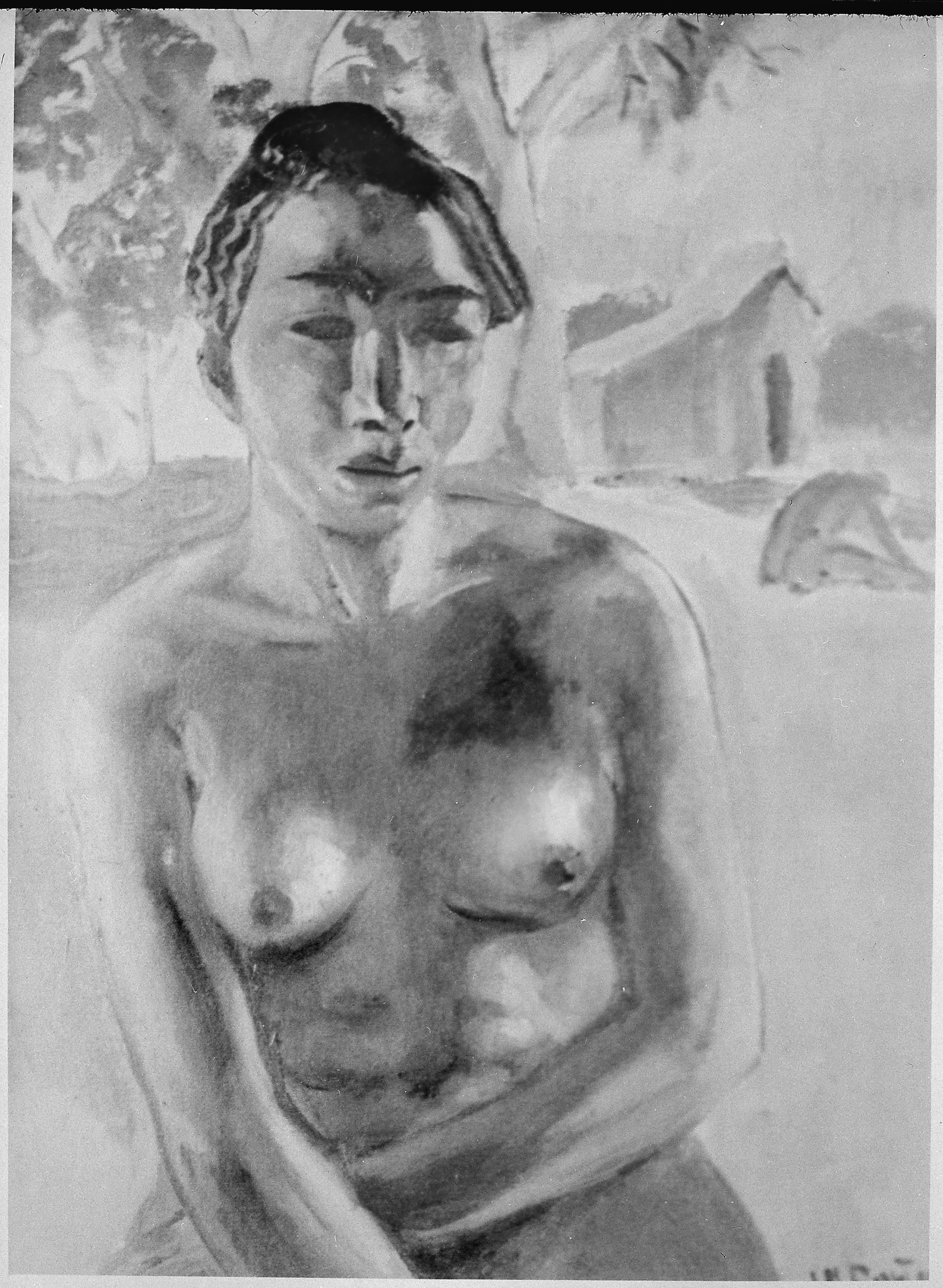
Porters „African Nude“, 1934

Während seiner gesamten akademischen Laufbahn bildete Porter seine künstlerischen Fähigkeiten weiter aus. Schon während seines Studiums wurden seine Bilder auf nationalen und internationalen Ausstellungen gezeigt. Insbesondere für seine fein gezeichneten Porträts erhielt er große Anerkennung. So wurde sein 1930 gefertigtes Ölgemälde „Woman Holding a Jug“ (Frau hält einen Krug) 1933 mit dem Schomburg Portrait Prize der Harmon Foundation ausgezeichnet.
Später studierte Porter in Paris an der Sorbonne am Institut d’Art et d’Archéologie die Kunst des Barock und erhielt dort 1935 einen Anwesenheitsnachweis. Nach seiner Rückkehr in die Vereinigten Staaten erwarb er 1937 an der New York University einen Master of Arts in Kunstgeschichte. Seine Abschlussarbeit thematisierte afroamerikanische Künstler und Kunsthandwerker und bildete später die Grundlage für seine Publikation Modern Negro Art: Das von Porter ab 1937 erarbeitete Werk war bei der Veröffentlichung 1943 die erste umfassende wissenschaftliche Abhandlung über afro-amerikanische Künstler und Kunsthandwerker in Amerika und wurde zum „Grundlagenwerk für jegliche weitere Forschung auf diesem Gebiet.“
1953 wurde Porter zum Leiter des Instituts für Bildende Kunst und Kunstgeschichte der Howard University berufen, an der er dann auch die Kunstabteilung und die Kunstgalerie leitete.
1955 förderte das Belgische Bildungsministerium Porters Forschung zur belgisch-amerikanischen Kunst mit einem Stipendium. Zudem studierte er mexikanische Wandmalerei und Fresken am Instituto Allende in Guanajuato in Mexiko.
1961 war Porter Abgeordneter der UNESCO bei der Konferenz in Boston zum Thema Afrika. Ab demselben Jahr und bis 1963 war er Mitglied des Arts Council Washington D.C.
1963 ermöglichte ihm ein Forschungs-Stipendium der Tageszeitung Washington Evening Star eine ein Jahr andauernde Studienreise durch Nigeria, Ghana, Sierra Leone, Tongo und den Senegal.
Zurück in den USA, wurde Porter 1965 von der National Gallery of Art als einer der besten Kunstpädagogen der Nation geehrt; die Auszeichnung wurde ihm zusammen mit vierundzwanzig anderen von Lady Bird Johnson überreicht.
Kurz vor seinem Tod organisierte Porter Ende 1969 die erste Einzelausstellung an der Howard University mit afrikanischen Charakter- und Landschaftsgemälden der aus Ungarn stammenden Malerin Helene Urszenyi Breznay.
Porters kulturelles und pädagogisches Vermächtnis liegt in der Erforschung und Dokumentation von Kunstschaffenden der Diaspora, die noch im 21. Jahrhundert fortgeführt wird.

## Ehrungen
- 1933: Schomburg Portrait Prize der Harmon Foundation für „Woman Holding a Jug“ von 1930,[1] Öl auf Leinwand[2]
- 1965: Auszeichnung als einer der besten Kunstlehrer Amerikas durch die National Gallery of Art[1]
- In Porters Todesjahr 1970 wurde die nach ihm benannte James A. Porter Gallery of African-American Art an der Howard University gegründet.[2]
- Erstmals 1990 veranstaltete das Kunstinstitut der Howard University ein nach Porter benanntes jährliches Kolloquium über afroamerikanische Kunst.[2]

## Schriften (Auswahl)
- Modern Negro art, New York: Dryden Press, 1943
  - Modern negro art. With eighty-five halftone plates. With a new pref. by the Author (= The American Negro. His history and literature), Neudruck der Ausgabe von 1943, 2. Druck, New York: Arno-Press & The New York Times, 1969